# Sarcobataceae
Sarcobataceae is een botanische naam, voor een familie van tweezaadlobbige planten. Een familie onder deze naam wordt zelden erkend door systemen voor plantentaxonomie, maar wel door het APG-systeem (1998) en het APG II-systeem (2003).
Het gaat dan om een heel kleine familie van kleine struikjes die voorkomen in Noord-Amerika.
De traditionele plaatsing van deze planten is in de ganzenvoetfamilie (Chenopodiaceae).